# جان بول فاروجيا
جان بول فاروجيا (بالإنجليزية: Jean Paul Farrugia)‏ (21 مارس 1992 في مالطا - ) هو مدرب كرة قدم ولاعب كرة قدم مالطي في مركز الهجوم. شارك مع منتخب مالطا لكرة القدم. أما مع النوادي، فقد لعب مع نادي سبارتاك ترنافا ونادي هيبرنيانز ونادي مارساشلوك.

## مسيرته الكروية
لعب جان بول فاروجيا خلال مسيرته الاحترافية مع 5 أندية في أربعة عشر موسمًا وسجل خلالها 59 هدفًا ضمن 204 مباراة. حيث فاز في موسمين بالكأس وفي موسمين بالدوري.
خاض جان بول فاروجيا مسيرته مع نادي هيبرنيانز في موسم 2008–09 في المرة الأولى واستمر معه طيلة ثلاثة مواسم ثم في موسم 2012–13 ليلعب معه أربعة مواسم، مشاركًا طوالها في 91 مباراة سجل خلالها 21 هدفًا. ثم انتقل إلى نادي مارساشلوك في موسم 2011–12 لمدة موسم واحد، حيث شارك في 26 مباراة سجل خلالها 6 أهداف. لينتقل بعدها إلى نادي سلايما واندريرز في موسم 2015–16 في المرة الأولى ولمدة موسمين ثم في موسم 2018–19 ولمدة موسمين، مشاركًا طوالها في 64 مباراة سجل خلالها 23 هدفًا. ثم انتقل إلى نادي كياسو في موسم 2017–18 لمدة موسم واحد، مشاركًا في 21 مباراة سجل خلالها 9 أهداف.

## روابط خارجية
- جان بول فاروجيا على موقع الاتحاد الأوربي (الإنجليزية)
- جان بول فاروجيا على موقع قاعدة بيانات كرة القدم.إي يو (الإنجليزية)
- جان بول فاروجيا على موقع ناشيونال فوتبول تيمز (الإنجليزية)
- جان بول فاروجيا على موقع Soccerway.com (الإنجليزية)
- جان بول فاروجيا على موقع عالم كرة القدم.نت (الإنجليزية)